# Christian Pospischil (Fußballspieler)
Christian Pospischil (* 14. Mai 1985 in Offenbach am Main) ist ein deutscher Fußballspieler.

## Karriere
Pospischil spielte nach den Stationen Kickers Obertshausen und Eintracht Frankfurt bis 2002 in der Jugend der Kickers Offenbach. 2002 wechselte er in die Jugend von Borussia Mönchengladbach.
Von 2002 bis 2004 spielte er in der zweiten Mannschaft der Borussia in der Oberliga Nordrhein. In der Winterpause der Saison 2004/05 wechselte er zu dem damaligen Süd-Regionalligisten Kickers Offenbach, mit dem er 2005 in die 2. Bundesliga aufstieg.
Zur Saison 2007/08 wechselte er zu den Sportfreunden Siegen in die Regionalliga Süd. Nach einem Jahr kehrte er zurück zum OFC. Dort spielte er bis 2010. Zur Saison 2010/11 wechselte er zum Drittligakonkurrenten TuS Koblenz. Dort erhielt er einen Vertrag bis 2012. Dieser wurde aber bereits 2011 wieder aufgelöst, da die TuS Koblenz sich freiwillig in aus der 3. Liga zurückzog. Ab Dezember 2011 stand er bei Fortuna Köln in der Regionalliga West unter Vertrag. Mit der Fortuna scheiterte er in der Saison 2012/13 als Tabellenzweiter knapp am Aufstieg in die 3. Liga. Mit Vertragsende im Sommer 2013 verließ er die Kölner. Nach einem halben Jahr ohne Verein kehrte er in seine Offenbacher Heimat zurück und schloss sich im Januar 2014 dem SSV Lindheim in der Verbandsliga Hessen an. Dort traf er wieder auf ehemalige Kickers-Weggefährten wie Mirnes Mešić, Daniele Fiorentino und Sead Mehić.
Zur Saison 2014/15 wechselte er zum Verbandsligakonkurrenten SC Hessen Dreieich. Mit Hessen Dreieich stieg er als Meister in die Hessenliga auf. Nach dem geglückten Klassenerhalt 2015/16 wechselte er zum Ligakonkurrenten Rot-Weiss Frankfurt.

### Erfolge
- Aufstieg in die 2. Bundesliga mit Kickers Offenbach 2005

## Sonstiges
Christian Pospischils Bruder Simon ist ebenfalls Fußballprofi und spielte mit ihm zusammen bei Kickers Offenbach.